# Аланья, Роберто
Робе́рто Ала́нья (итал. Roberto Alagna; род. 7 июня 1963, Клиши-су-Буа, Франция) — французский оперный певец (тенор) итальянского происхождения.

## Биография
Родился в Клиши-су-Буа (пригород Парижа) в семье иммигрантов с Сицилии. Улица, на которой провёл своё детство Роберто, была наполнена сицилийским и неаполитанским пением, поэтому он рос в окружении музыки и сильного мужского народного вокала. Члены его семьи также не чурались публичного исполнения любимых песен. С раннего детства кумирами одарённого мальчика стали звёзды кино и оперы, а себя он видел в образе певца на оперной сцене. В 18 лет в дополнение к итальянскому приобрёл французское гражданство.
Посмотрев некоторые фильмы, в которых снимался Марио Ланца, решил испытать себя в опере. Обучался музыке с 10 лет, не оставив своего увлечения лёгкой музыкой. В оперную школу Парижа поступил в 1987 году. Его талант был обнаружен французским импресарио и оперным режиссёром Габриэлем Дюссюрже (1904—1996), соучредителем фестиваля в Экс-ан-Провансе.
В 1988 году молодой тенор добился успеха на конкурсе Лучано Паваротти в Филадельфии. Именно тогда Паваротти отметил Роберто и предрёк ему судьбу лучшего тенора.
Первое выступление в оперном представлении состоялось в 1988 году в Великобритании, где Роберто пел партию Альфреда в опере «Травиата». Дебют молодого тенора с этой же ролью встретил уже Ла Скала. С ролью Рудольфа в опере  Джакомо Пуччини «Богема»  Аланья выступал на лучших сценах мира: в Ковент-Гарден, в Венской опере, в Метрополитен Опера, в Ла-Скала.
В 2001 году дебютировал в кино, исполнив вместе с супругой Анджелой главную роль в фильме Бенуа Жако «Тоска» (по одноимённой опере Пуччини).
В 1990-е годы Аланья стал одним из самых востребованных теноров мира, собрал множество наград и даже был награжден государственным орденом Французской Республики «За заслуги». Альбомы «Roberto Alagna Chante Luis Mariano» и «Sicilien» получили платиновый сертификат во Франции, разойдясь тиражом больше 100 000 экземпляров. Есть в его активе и американская премия  «Грэмми».
Среди множества престижных мероприятий с участием Аланьи — концерт по случаю вручения Нобелевской премии мира, концерт «Майкл Джексон и друзья», концерт в поддержку детей в Косово и концерт в честь юбилея английской королевы. В 2008 году Роберто Аланья стал кавалером ордена Почетного легиона, а также открыл свою восковую статую в Музее Гревен в Париже. 
В 2006 году произошёл скандал с участием Аланьи в театре Ла Скала. Во время исполнения арии Радамеса в «Аиде» публика шикала на тенора, и он покинул сцену, махнув рукой. Тогда на сцену вывели не успевшего переодеться  Антонелло Паломби, который, выйдя на подмостки в джинсах и рубашке, продолжил петь вместо Роберто, не обращая внимания на разгневанных зрителей. Вероятнее всего, причиной недовольства публики стали недавние слова Аланьи о «слишком больших запросах» зрителей «Ла Скала». Роберто объяснил журналистам произошедшее: «Я пел по всему миру, но перед сегодняшними зрителями я чувствовал, будто нахожусь в другом мире». Реакция тенора на его публичную критику была осуждена руководством «Ла Скала» и режиссёром Дзеффирелли, который сказал: «Профессионал никогда не должен вести себя таким образом». 
В 2007 году выступил в Михайловском театре в Санкт-Петербурге с единственным концертом. Он исполнял традиционный для него репертуар: арии Верди «среднего веса», Гуно, Доницетти, Пуччини. В знак уважения и симпатии к русской публике также спел (на французском оригинале) строфы Нерона из оперы Антона Рубинштейна «Нерон».
Аланья должен был дебютировать на Байрёйтском фестивале в день открытия, 25 июля 2018 года, в главной роли в новой постановке оперы Рихарда Вагнера «Лоэнгрин». Однако певец отказался от роли за месяц до премьеры (20 июня), сославшись на то, что вовремя не выучил роль. 
Исполнение Аланьей главных партий в достаточно редко исполняемых ныне французских операх второй половины XIX века способствовало возрождению интереса к ним. В свой репертуар тенор включил такие редкости, как «Жонглёр Богоматери» (2007) и «Сид» (2015) Жюля Массне, «Фиеско» Лало (2006), «Васко да Гама» Мейербера (2013), «Король Артюс» Шоссона (2015) и «Сирано де Бержерак» Альфано (2003).
- 1995 — Opera Arias (Roberto Alagna)
- 1996 — Gianni Schicchi
- 1997 — Serenades
- 2000 — Christmas album
- 2001 — French Arias
- 2001 — Hector Berlioz — Te Deum Op. 22
- 2002 — Bel Canto
- 2003 — Nessun Dorma
- 2003 — La bohème (2 CD)
- 2005 — C’est Magnifique
- 2005 — Mexico
- 2006 — Verdi Arias (1998)
- 2006 — Chants Sacres
- 2006 — Airs de Berlioz
- 2006 — Ben-Hur — Plus Grand Que La Legende
- 2007 — Cyrano De Bergerac (2 CD)
- 2007 — Credo
- 2007 — Viva L’Opera! (2 CD)
- 2008 — Le Dernier Jour d'un condamné (2 CD)
- 2008 — The Sicilian
- 2009 — Portrait
- 2009 — L’amico Fritz (2 CD)
- 2009 — Le Jongleur De Notre Dame (2 CD)
- 2009 — Sicilien Live (2 CD)
- 2010 — Les Stars Du Classique
- 2010 — C’est Magnifique (Hommage A Luis Mariano) (2 CD)
- 2011 — Mes Plus Grands Roles A L’Opera (3 CD)
- 2011 — Fiesque (2 CD)
- 2011 — Pasion

## Личная жизнь
Флоренс Лансьен — первая жена Роберто — умерла от опухоли головного мозга в 1994 году. От этого брака осталась дочь Орнелла (1992 года рождения).
Вторая супруга — знаменитая румынская оперная певица Анджела Георгиу, на которой он женился в 1996 году. Вместе они записывали дуэты, выступали в различных оперных постановках и выпустили альбом «Duets & Arias», который занял 42-е место в UK Albums Chart. Сыграли в фильмах-операх «Тоска» (2001) — экранизации одноимённой оперы Пуччини французского режиссёра Бенуа Жако, «Ромео и Джульетта» (2002)  — экранизации одноимённой оперы Гуно режиссёра Барбары Уиллис Свит. В октябре 2009 года Роберто сообщил газете Le Figaro о разводе с Анджелой, однако впоследствии они примирились и в итоге оформили развод только четыре года спустя.
В 2014 году у Аланьи родилась дочь от польской оперной певицы Александры Куржак. В следующем году они стали мужем и женой. Неоднократно выступали вместе и записали совместный диск.